# کارلا باومن
کارلا باومن (انگلیسی: Carla Baumann؛ زاده ۲ دسامبر ۱۹۸۷) یکی از شرکت‌کنندگان دوشیزه ایالات متحده آمریکا در سال ۲۰۰۶ بوده است.